# Psilactis gentryi
Psilactis gentryi là một loài thực vật có hoa trong họ Cúc. Loài này được (Standl.) D.R.Morgan miêu tả khoa học đầu tiên năm 1993.